# Vimodrone (métro de Milan)
Pour les articles homonymes, voir Vimodrone (homonymie).
Vimodrone est une station de la ligne 2 du métro de Milan, située sur la commune de Vimodrone.